# Чемпионат мира по шоссейным велогонкам 1935
15-й чемпионат мира по шоссейному велоспорту проходил в бельгийском городе Флореф 18 августа 1935 года. Чемпионом мира среди профессионалов стал бельгиец Жан Артс.

## Детали
Чемпионат мира 1935 года прошел в бельгийском городе Флореф. В нём участвовало 67 велогонщиков, включая 29 профессионалов и 38 любителей. Профессионалам предстояло преодолеть дистанцию в 216 км, а любителям в 162 км.
Среди профессионалов победу одержал бельгиец Жан Артс, который уже становился чемпионом мира среди любителей в 1927 году. Он опередил испанца Лусиано Монтеро и соотечественника Гюстава Данеэлса. Из 29 стартовавших в гонке, финишировали 13 велогонщиков.
Среди любителей победу одержал итальянец Иво Манчини, вторым финишировал француз Роберт Шарпентье, третий — датчанин Венер Грундаль Хансен. Из 38 стартовавших в гонке, финишировали 23 велогонщика.

## Программа чемпионата
| Дата            | Дисциплина              | Маршрут         | Дистанция       | Круги           |
| Групповые гонки | Групповые гонки         | Групповые гонки | Групповые гонки | Групповые гонки |
| --------------- | ----------------------- | --------------- | --------------- | --------------- |
| 18 августа      | Мужчины — Профессионалы | Флореф — Флореф | 216 км          | 16              |
| 18 августа      | Мужчины — Любители      | Флореф — Флореф | 162 км          | 12              |

## Медалисты
Согласно:
| Велогонка     | Золото               | Золото  | Серебро                                       | Серебро | Бронза                        | Бронза  |
| ------------- | -------------------- | ------- | --------------------------------------------- | ------- | ----------------------------- | ------- |
| Мужчины       |                      |         |                                               |         |                               |         |
| Профессионалы | Жан Артс · Бельгия   | 6ч5’19  | Лусиано Монтеро · Вторая Испанская Республика | + 2'57" | Гюстав Данеэлс · Бельгия      | + 9'08" |
| Любители      | Иво Манчини · Италия | 4ч37’16 | Робер Шарпентье · Франция                     | + 0'17" | Венер Грундаль Хансен · Дания | + 0'17" |

## Медальный зачёт
*   Принимающая страна (Бельгия)
| Место          | Страна                      | Золото | Серебро | Бронза | Всего |
| -------------- | --------------------------- | ------ | ------- | ------ | ----- |
| 1              | Бельгия*                    | 1      | 0       | 1      | 2     |
| 2              | Италия                      | 1      | 0       | 0      | 1     |
| 3              | Вторая Испанская Республика | 0      | 1       | 0      | 1     |
| 3              | Франция                     | 0      | 1       | 0      | 1     |
| 5              | Дания                       | 0      | 0       | 1      | 1     |
| Всего стран: 5 | Всего стран: 5              | 2      | 2       | 2      | 6     |